# Terapon theraps
Terapon theraps és una espècie de peix pertanyent a la família dels terapòntids.

## Descripció
- Pot arribar a fer 30 cm de llargària màxima.
- Cos ovalat, comprimit i robust.
- El seu color és verd fosc a la part dorsal i blanc a la ventral. Presenta una brillantor iridescent al cos, el cap i les aletes.
- Té quatre bandes longitudinals marrons que, des del cap, s'estenen a tota la part dorsal. L'aleta caudal també mostra bandes similars de color marró.
- 11-12 espines i 9-11 radis tous a l'aleta dorsal i 3 espines i 7-9 radis tous a l'anal.[6]

## Hàbitat
És un peix marí, d'aigua dolça i salabrosa; associat als esculls i de clima tropical.

## Distribució geogràfica
Es troba des de l'Àfrica oriental, les illes Seychelles, el mar Roig, la península Aràbiga i el golf Pèrsic fins a l'Índia, les illes Andaman, l'Àsia Sud-oriental, el mar d'Arafura i el nord d'Austràlia.

## Observacions
És inofensiu per als humans i es comercialitza fresc.